# ماهیا ماهی
ماهیا ماهی (انگلیسی: Mahiya Mahi؛ زادهٔ) هنرپیشه، تهیه‌کننده و رقصنده اهل کشور بنگلادش است. وی از محبوب‌ترین هنرپیشه‌ها در بنگلادش است.